# Graham's Magazine

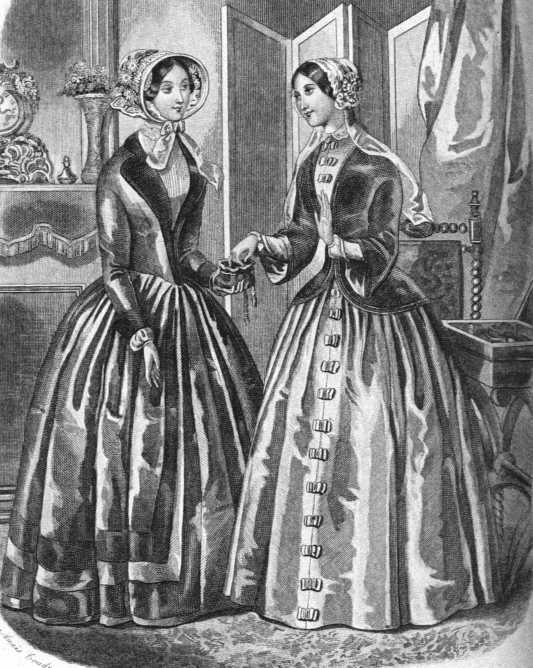
Figurín de moda en un número de Graham's Magazine de 1849.

Graham's Magazine fue una revista decimonónica estadounidense con sede en la ciudad de Filadelfia, Pensilvania. Fue fundada por el editor George Rex Graham y se conoció por diversos nombres: Graham's Lady's and Gentleman's Magazine (1841-1842 y de julio de 1843 a junio de 1844), Graham's Magazine of Literature and Art (enero de 1844 - junio de 1844), Graham's American Monthly Magazine of Literature and Art (julio de 1848 - junio de 1856), y también se llamó Graham's Illustrated Magazine of Literature, Romance, Art, and Fashion (julio de 1856 a 1858).
La revista surgió en 1840 de la fusión de otras dos publicaciones: Burton's Gentleman's Magazine y Atkinson's Casket. Al publicar variadamente historias breves, críticas literarias, partituras musicales, así como información sobre moda, Graham buscaba la máxima audiencia, ya fuese masculina o femenina. Ofrecía unos emolumentos de cinco dólares por página, cantidad considerable para la época, lo que atrajo a muchos escritores conocidos a la sazón. La revista se conoció también por los grabados y reproducciones artísticas que exhibía, y pudo ser la primera revista en los Estados Unidos en registar derechos de autor en cada número.
Edgar Allan Poe se convirtió en el editor de Graham's Magazine en febrero de 1841 y pronto se inició en la línea de crítica afilada por la que fue tan conocido. Fue en sus páginas donde por primera vez publicó "Los crímenes de la calle Morgue", relato ahora reconocido como la primera historia detectivesca de la historia. Tras dejar su puesto en la revista, el bostoniano fue sustituido por Rufus Wilmot Griswold, persona que no gozaba precisamente de las simpatías de aquel. El propietario comenzó a rechazar a partir de ese momento propuestas de Poe, dejando pasar la oportunidad de publicar el que sería exitoso poema, "El cuervo". George R. Graham dejó su revista por un tiempo en 1848, y finalmente se retiró de la misma en 1854.

## Historia

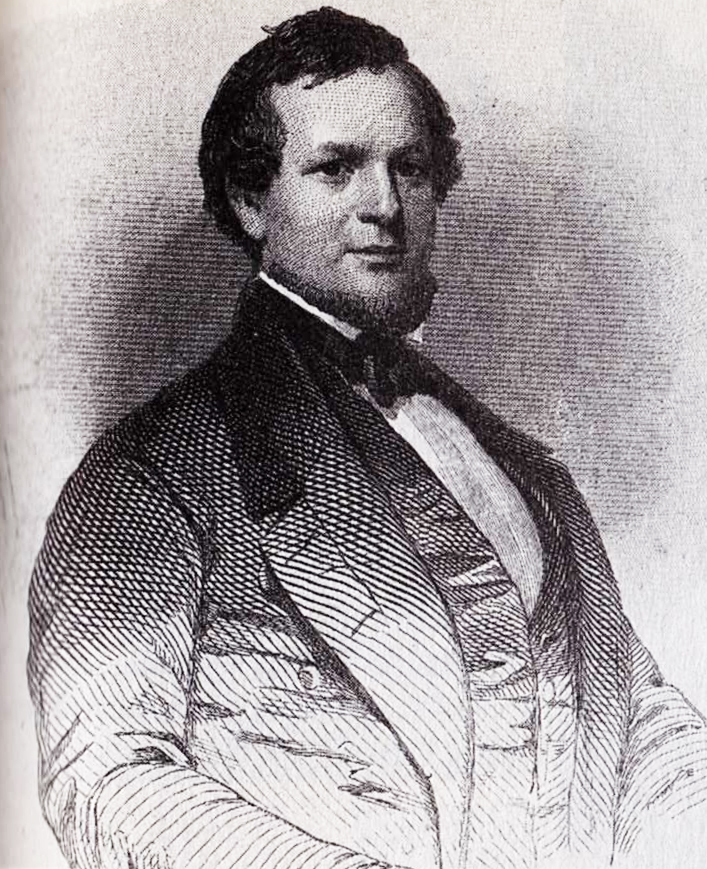
El editor George R. Graham.

En diciembre de 1840, Graham había adquirido la revista Burton's Gentleman's Magazine por 3.500 dólares, pagando un dólar por cada uno de sus 3.500 suscriptores, y la fusionó con otra revista recientemente adquirida, Atkinson's Casket, que tenía solo 1.500 suscriptores. Esta última, subtitulada "Flores de la literatura, ingenio y sentimiento " existía desde 1826 y, pese a sus pocos suscriptores, era rentable financieramente.
Graham trató de que su nueva revista fuese popular entre hombres y mujeres, con la oferta de contenidos sobre moda, fotografía, canciones, cuentos y reseñas críticas. Expresó también su esperanza de interesar al público corriente tanto como al más refinado. Graham no era él mismo escritor, aunque se encargaba de una pequeña sección que tituló "Small Talk Graham", por lo que dependía en gran medida de sus colaboradores. Para ello, Graham se aseguró de que trascendieran entre los escritores sus buenas remuneraciones. El estándar de cinco dólares se conoce como una "página de Graham". Otras revistas de la época pagaban la tarifa estándar de un dólar por página. Su intento de atraer a los mejores colaboradores funcionó: escribieron para la revista, entre otros: William Cullen Bryant, Nathaniel Hawthorne, James Russell Lowell, y otros menos conocidos, como Christopher Pearse Cranch, Fitz-Greene Halleck, George D. Prentice, Alice Cary y Phoebe Cary.
No todos los escritores, sin embargo, recibían estipendio. Un aviso en el número de mayo de 1841 rezaba lo siguiente:
Los escritores que envíen artículos a la revista para su publicación deberán indicar claramente en el momento de enviarlos si esperan recibir compensación económica. Esta no se llevará a efecto a menos que exista convenio especial antes de la publicación. Esta regla será rígidamente aplicada en lo sucesivo.
James Fenimore Cooper es considerado el autor mejor pagado por Graham's, habiendo recibido 1.600 dólares por el serial "The Islets of the Gulf, or Rose-Budd", más tarde publicado con el título de Jack Tier, or The Florida Reefs. Este escritor recibió otros mil dólares por una serie de biografías de distinguidos comandantes navales. Graham's en una ocasión fue considerada la revista estadounidense con una lista más sobresaliente de colaboradores. 
Graham se jactaba de que el coste económico de muchos de los números de su revista había ascendido a más de 1.500 dólares, solo en concepto de derechos a los autores.
Graham's pudo haber sido la primera revista en Estados Unidos en registrarse número a número. En marzo de 1842, tuvo una tirada de 40.000 ejemplares. Este auge fue reflejo de un mercado cambiante en el número de lectores. John Sartain creía que su éxito se debía al atractivo de los grabados que aparecían en cada número. El diario The Saturday Evening Post informó que sacar a la calle el número de agosto de 1841 de Graham's tuvo un coste de 1.300 dólares, debido a estos "adornos". El Post reportó el 30 de abril de 1842: «Es dudoso que grabados de semejante belleza hayan adornado alguna vez una obra estadounidense». Se reproducían muy comúnmente en la revista puentes, alegres doncellas y escenas centradas en la vida doméstica pacífica, como promoción del matrimonio. La redacción llegó a incluir "dos redactores femeninos" ["two lady editors"]: Ann S. Stephens y Emma Catherine Embury.

### Poe como editor

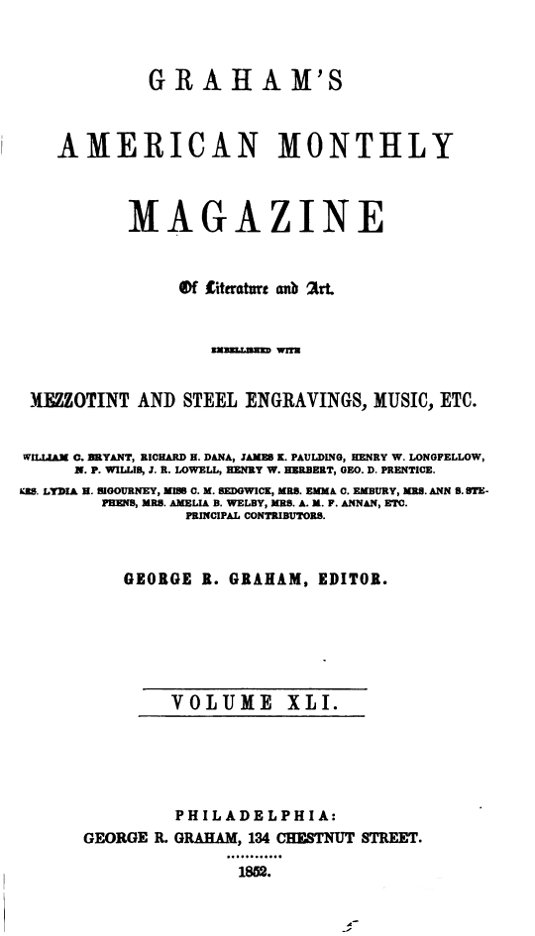
Portada de Graham's Magazine de junio de 1852.

Graham contrató a Edgar Allan Poe como crítico y editor en febrero de 1841, con un sueldo anual de 800 dólares. Poe suspendió sus planes de iniciar su propio diario, The Penn, para trabajar con Graham, quien se comprometió a subsidiar la iniciativa empresarial del escritor en el plazo de un año, aunque nunca lo hizo. Poe emitió algunas quejas sobre el contenido del Graham's; particularmente no le gustaban «las imágenes burdas, los figurines de moda, la música y los cuentos de amor» que caracterizaban a la revista. Graham, sin embargo, era consciente de la importancia de Poe como escritor y crítico, y estaba seguro de que su contribución iba a aumentar la popularidad de la revista. Presentó al nuevo editor en sus páginas del siguiente modo: «El Sr. POE es demasiado conocido en el mundo literario como para precisar ni una sola  palabra de elogio».
Poe tenía un asistente que le ayudada en la correspondencia con los colaboradores, lo que le permitía suficiente tiempo libre para escribir sus propias historias. Por otra parte, las relaciones de Poe  con Graham eran excelentes, lo que el bostoniano aprovechó para su control editorial. La revista fue la primera en publicar "Los crímenes de la calle Morgue", "Un descenso al Maelström", "La isla del hada" y otros. Además, reseñó la novela de Charles Dickens La tienda de antigüedades, la colección Twice-Told Tales, de Nathaniel Hawthorne, y distintas obras de Henry Wadsworth Longfellow,  Washington Irving y muchos otros. Adquirió reputación de crítico literario duro, circunstancia que hizo comentar una vez a su amigo James Russell Lowell que a veces confundía «el frasco de cianuro con el tintero». En Graham's Poe lanzó además su serie titulada "Los literati de Nueva York", que supuestamente analizaba la obra de figuras bien conocidas en la escena de dicha ciudad, pero en la que el escritor se explayó más bien en la crítica gratuita de sus personalidades. El periódico The Philadelphia Inquirer en octubre de 1841 llamó a esta sección de Poe «la más singular y, además, la  más interesante» de la revista.
Poe dejó su puesto la revista Graham's en abril de 1842, pero aún colaboraría ocasionalmente en ella. En 1847, aceptó voluntariamente un recorte en sus retribuciones a fin de reparar una deuda contraída con Graham.
A pesar de que originalmente calificó su salario de "generoso" ["liberal", en inglés], Poe más tarde se quejaría de sus "insípidos" ["nambypamby"] 800 dólares por año, en comparación con las ganancias de Graham, calculadas en torno a los 25.000 dólares. Historia probablemente apócrifa es que Poe, en abril de 1842, regresó a su puesto después de una breve enfermedad, para encontrarse a Charles Peterson, otro editor, sentado en su escritorio y realizando sus funciones. Molesto, Poe impulsivamente renunciaría en el acto. Por entonces, sin embargo, su presencia ya había tenido un impacto significativo en Graham's. Un año después de la salida de Poe, el editor de Filadelfia George Lippard dijo: «Fue el señor Poe quien convirtió la revista Graham's en "lo que era" hace un año. Fue su talento el que otorgó a este periódico, ahora débil y endeble, un tono de refinamiento y de vigor intelectual».

### Después de Poe
Rufus Wilmot Griswold, crítico y antologista bien conocido, quien mantenía cierta enemistad con Poe, se hizo cargo de la edición de la revista al salir éste en abril de 1842. La sustitución fue tan rápida que persistió durante años el rumor de que Poe acudió un día a trabajar y se encontró a Griswold ocupando su silla. La historia no es cierta, pero el hecho de la contratación de uno y la salida del otro siguen dando pie a la controversia. Jesse E. Dow escribió en el  Index de Washington: «Daríamos más por una uña del dedo de Poe que por toda el alma de Rueful Grizzle [algo así como "Triste Gimoteo", deformación jocosa del nombre de Griswold], a menos que prefiriésemos un alma de cántaro [traducción adaptada de milk-strainer]. He aquí nuestros sentimientos». Se sabe que el sueldo de Griswold era de 1000 dólares al año, 200 superior al de Poe. Como editor, Griswold tuvo cierto éxito, por ejemplo, al contratar al famoso poeta Henry Wadsworth Longfellow para escribir en exclusiva en Graham's durante un tiempo. Se pagó a Longfellow unos 50 dólares por cada poema impreso. Graham's fue también receptáculo de la primera impresión del drama de este autor titulado The Spanish Student, en 1842; se le pagaron 150 dólares en dicho concepto.
Hacia septiembre de 1842, Graham estaba descontento con el trabajo de Griswold e hizo a Poe una propuesta para volver, que éste rechazó. Dos años más tarde, en 1844, Poe ofreció a Graham publicar un poema que luego le haría famoso, El cuervo, pero Graham rehusó a su vez. Según ciertas fuentes, Graham pudo haber dado a Poe quince dólares para ayudarlo, aunque el poema no fue de su agrado. Graham compensó a Poe poco después publicando su ensayo "Filosofía de la composición", en que Poe habla de la inspiración para su famoso poema y de sus teorías estilísticas. Joseph Ripley Chandler y Bayard Taylor trabajaron también para Graham's como asistentes editoriales en 1848 y Edwin Percy Whipple fue su principal crítico literario durante un tiempo.

### Declive
En 1848, después de algunas dificultades financieras causadas por las malas inversiones en cobre, Graham vendió la revista a Samuel Dewee Patterson, aunque conservó el título de editor. Sartain, cuyos grabados se había convertido en parte importante de Graham's, la dejó para fundar su propia revista, la Sartain's Union Magazine, en 1849. Algunos amigos de Graham lo ayudaron económicamente, lo que lo animó a recomprar su parte en la revista en 1850. La competencia con la revista Harper's New Monthly Magazine, inaugurada en ese año, provocó caídas significativas en las suscripciones, a lo que se añadió el problema de la falta de un copyright internacional. Charles Godfrey Leland se hizo cargo de la revista cuando Graham la dejó, en 1853 o 1854. Graham's Magazine dejó de aparecer definitivamente en 1858.